# 決済サービスプロバイダ
決済サービスプロバイダ（けっさいサービスプロバイダ、英: Payment Service Provider、PSP）は店舗にクレジットカードをはじめとする多様な決済手段を供与するためのオンラインサービスを提供する企業である。日本では決済代行会社とも呼ばれる。日本においては所管法の違いにより送金業務（資金移動業者としての規制を受ける）は行わず収納取りまとめが主であるが、海外では仕向送金、被仕向送金を取り扱う会社もある。
なおマスターカードでは、PSPと呼ぶと情報処理業務や斡旋業務のみを行う業者を指し、包括代理店型の業者は「Payment Facilitator」として区別している。
サービスモデルとしてソフトウェアを使用し、そして利用者の多様な支払い手段に対して単一の決済ゲートウェイを形成するのが典型的で、PSPは銀行、カード会社、決済ネットワークに同時に複数接続するのが典型例である。また多くの場合、接続技術の側面と外部ネットワークと銀行口座との接続関係を全面的に管理する。これにより、事業者が特に国際的な業務を行う場合、金融機関への依存低下を実現し、直接接点を確立する業務から解放される。さらにバルク取引の手数料を低くする。
PSP全サービスとしてはカードや銀行決済、取引決済、帳票、資金送信、複数通貨間の機能やサービスに係る不正取引に対する保護も提供可能となる。いくつかのPSPは他の現金決済、電子財布、プリペイドカード、プリペイド証明書、そして紙や電子確認手続きでさえも含んだ次世代決済サービス（決済システム）への処理を提供している。したがってPSPは決済カード産業が言及するゲートウェイよりもっと広域な帯域となる。典型的なPSPの料金はそれぞれの取引の割合か1件当たりの固定料金の二つに分けられる。アメリカ拠点のオンライン決済サービスプロバイダーは資金洗浄（マネーロンダリング）やテロリストの資金調達やその他の金融犯罪に対抗するために情報を収集したり分析したりするFinCEN（アメリカ合衆国財務省金融犯罪取締ネットワーク）から監督を受けている。世界には900以上の決済プロバイダーが存在し、北米と欧州では300以上がサービスを提供している。